# Hovapeza costofuscata
Hovapeza costofuscata är en tvåvingeart som beskrevs av Alexander 1958. Hovapeza costofuscata ingår i släktet Hovapeza och familjen storharkrankar.
Artens utbredningsområde är Madagaskar. Inga underarter finns listade i Catalogue of Life.